# کوه میل
کوه میل با نام محلی میل الو یکی از قلل رشته کوه مارشنان از ارتفاعات کوه‌های مرکزی ایران است. میل در زبان محلی به معنای کوه و الو به ضم الف و تشدید لام به معنای عقاب است. وجه تسمیه این کوه چرخش عقابها دور قله آن است.  ارتفاع قله آن از سطح دریا ۳۰۳۵ متر است. این کوه از طرف شرق به کوه کلاغ متصل می‌شود. شهرستان کوهپایه در دامنه جنوبی و شهرستان نائین در دامنه شمالی آنند.  مسیر دسترسی این قله اصفهان،کوهپایه،جاده علون آباد-کجان است.

## ویژگی‌های اقلیمی
میزان بارندگی سالیانه کوهستان ۱۰۰ تا ۲۰۰ میلیمتر و جزو مناطق خشک محسوب می‌شود. میانگین دمای سالیانه آن بین ۱۰ تا ۲۰ درجه و از نظر زلزله خیزی، مناطق مرتفع آن جزو پرزیان و دامنه‌های آن جزو نیم زیان بشمار می‌رود.